# 28148 Fuentes
28148 Fuentes este o planetă minoră (asteroid) din centura de asteroizi. A fost descoperită pe 14 octombrie 1998 la Stația Anderson Mesa de Lowell Observatory Near-Earth-Object Search. 
Obiectul prezintă o orbită caracterizată de o semiaxă mare de 2,2899469 UAi, o excentricitate de 0,14, o înclinație de 5,09152 ° în raport cu ecliptica.